# Gregor Khunstl
Gregor Khunstl, ljubljanski župan v 17. stoletju, † 1639, Ljubljana.
Khunstl je deloval kot ljubljanski svetnik, sodnik, višji mestni blagajnik in župan od leta 1638 do svoje smrti.